# Giovanni Marra
Giovanni Marra (ur. 5 lutego 1931 w Cinquefrondi, zm. 11 lipca 2018 w Rzymie) – włoski duchowny katolicki, arcybiskup Mesyny w latach 1997–2006.
Jan Paweł II mianował go biskupem pomocniczym diecezji rzymskiej. Następnie pełnił funkcję ordynariusza polowego armii włoskiej. W latach 1997–2006 był arcybiskupem metropolitą Messyny.